# Nick Kergozou

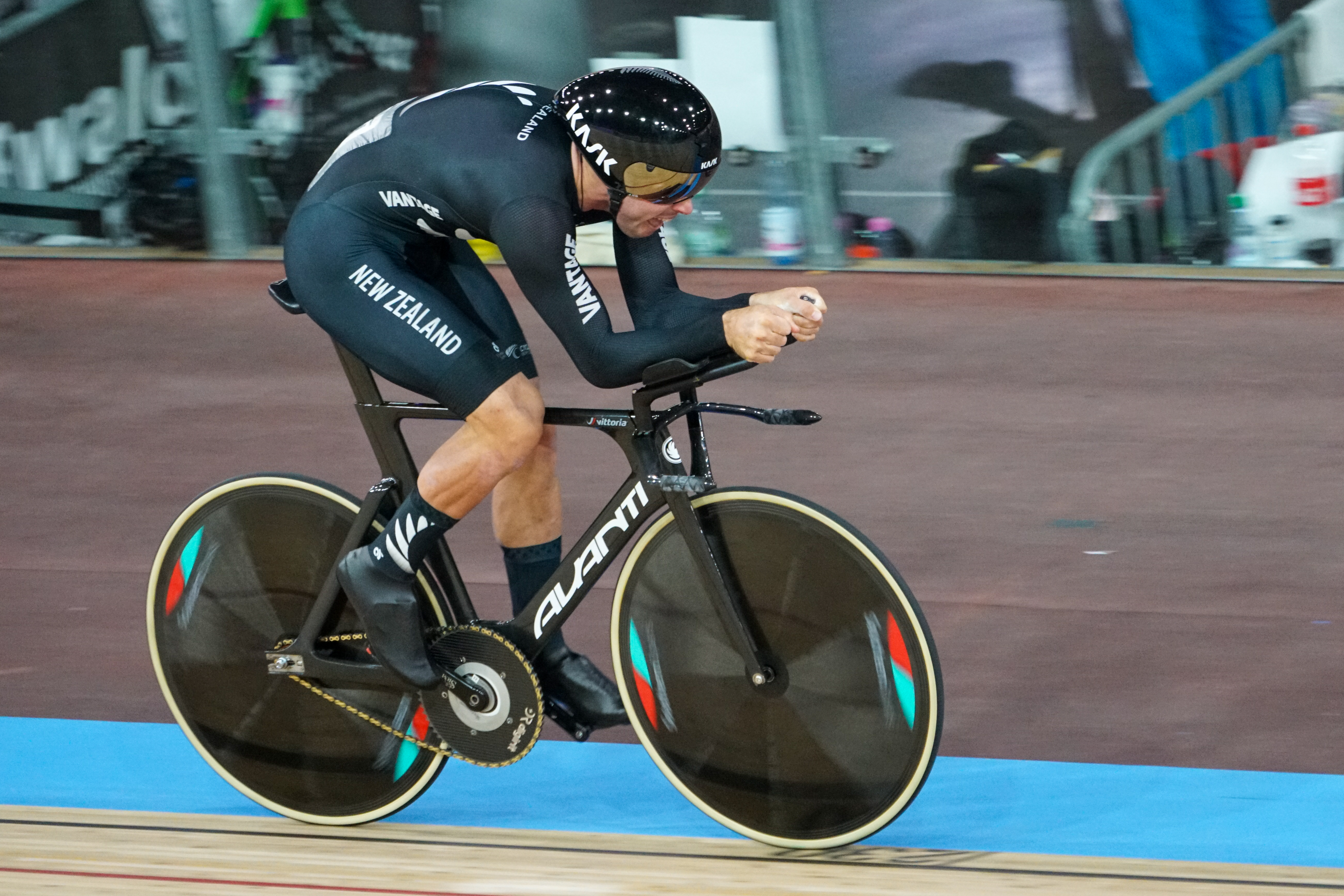
Kergozou im Zeitfahren bei der WM 2020 in Berlin

Nicholas „Nick“ Kergozou de la Boessiere (* 29. April 1996 in Invercargill) ist ein neuseeländischer Radrennfahrer.

## Sportliche Laufbahn
2014 wurde Nicholas Kergozou de la Boessiere dreifacher neuseeländischer Junioren-Meister; bei den Junioren-Weltmeisterschaften 2014 errang er gemeinsam mit Regan Gough, Luke Mudgeway und Jack Ford die Bronzemedaille in der Mannschaftsverfolgung. Im Jahr darauf wurde er in dieser Disziplin Ozeanienmeister mit Aaron Gate, Hayden Roulston und Luke Mudgeway. 2017 errang er bei den Ozeanienmeisterschaften zwei Silbermedaillen, eine in der Einerverfolgung sowie eine zweite mit Thomas Sexton, Jaryd Gray und Hugo Jones in der Mannschaftsverfolgung. Beim Lauf des Bahnrad-Weltcups 2017/18 in Milton gewann der neuseeländische Vierer mit Kergozou und mit Campbell Stewart, Sexton und Gray. 2020 wurde er Ozeanienmeister im 1000-Meter-Zeitfahren. Bei den Bahnradsport-Weltmeisterschaften 2020 belegte er in dieser Disziplin Platz sieben.

## Ehrungen
2015 wurde Nick Kergozou vom New Zealand Herold als Future star award ausgezeichnet.

## Erfolge

### Bahn
2014
- Junioren-Weltmeisterschaft – Mannschaftsverfolgung (mit Regan Gough, Luke Mudgway und Jack Ford)
- Neuseeländischer Junioren-Meister – Sprint, Keirin, Omnium

2015
- Ozeanienmeister – Mannschaftsverfolgung (mit Aaron Gate, Hayden Roulston und Luke Mudgway)

2017
- Weltmeisterschaft – Mannschaftsverfolgung (mit Regan Gough, Pieter Bulling und Dylan Kennett)
- Weltcup in Milton – Mannschaftsverfolgung (mit Campbell Stewart, Thomas Sexton und Jared Gray)
- Weltcup in Santiago de Chile – Mannschaftsverfolgung (mit Harry Waine, Thomas Sexton und Jared Gray)
- Ozeanienmeisterschaft – Einerverfolgung, Mannschaftsverfolgung (mit Thomas Sexton, Jaryd Gray und Hugo Jones)
- Neuseeländischer Junioren-Meister – Mannschaftsverfolgung (mit Thomas Sexton, Joshua Haggerty und Anton O’Connell)

2017/18
- Ozeanienmeisterschaft – Mannschaftsverfolgung (mit Campbell Stewart, Hugo Jones, Harry Waine und Jaryd Gray)
- Ozeanienmeisterschaft – 1000-Meter-Zeitfahren

2019
- Weltcup in Cambridge – Mannschaftsverfolgung (mit Campbell Stewart, Jordan Kerby und Regan Gough)
- Neuseeländischer Meister – 1000-Meter-Zeitfahren,  Teamsprint (mit Edward Dawkins und Bradly Knipe), Mannschaftsverfolgung (mit Edward Dawkins, Thomas Sexton und Corbin Strong)

2019/20
- Ozeanienmeister – 1000-Meter-Zeitfahren

2020
- Neuseeländischer Meister – 1000-Meter-Zeitfahren, Teamsprint (mit Thomas Sexton und Conor Shearing)

2021
- Neuseeländischer Meister – 1000-Meter-Zeitfahren, Mannschaftsverfolgung (mit Corbin Strong, Thomas Sexton und Hamish Keast)

2022
- Neuseeländischer Meister – 1000-Meter-Zeitfahren, Teamsprint (mit Haydn Jack und Bradly Knipe)
- Commonwealth Games – Mannschaftsverfolgung (mit Campbell Stewart, Jordan Kerby, Aaron Gate und Thomas Sexton)
- Ozeanienmeisterschaft – Zeitfahren, Mannschaftsverfolgung (mit Thomas Sexton, Keegan Hornblow und Daniel Bridgwater)

2023
- Weltmeisterschaft – Mannschaftsverfolgung (mit Aaron Gate, Thomas Sexton und Campbell Stewart)
- Ozeanienmeisterschaft – Mannschaftsverfolgung (mit George Brian Jackson, Keegan Hornblow und Daniel Bridgwater)

2024
- Ozeanienmeisterschaften – Zeitfahren, Mannschaftsverfolgung (mit Kyle Aitken, Marshall Erwood, Bailey O’Donnell und Joel Douglas)
- Neuseeländischer Meister – Zeitfahren, Scratch

2025
- Ozeanienmeisterschaften – Scratch

### Straße
2022
- eine Etappe und Punktewertung New Zealand Cycle Classic

2023
- eine Etappe Tour of Southland
- eine Etappe Tour of Poyang Lake

2024
- eine Etappe Tour of Thailand

2025
- eine Etappe Tour of Thailand